# شوپیته
شوپیته (به بلغاری: Shopite) یک منطقهٔ مسکونی در بلغارستان است که در سولیوو واقع شده‌است.